# Campeonato Mundial de Clubes de voleibol femenino de la FIVB de 2011
El Campeonato Mundial de Clubes de voleibol femenino de la FIVB de 2011 fue la quinta edición del torneo y segunda desde su reanudación. El campeón fue el Rabita Baku de Azerbaiyán, que venció en la final al VakıfBank Istanbul de Turquía, en una repetición de la final del campeonato europeo, donde esta vez ganó quien antes fuera subcampeón.

## Equipos participantes
- Vakıfbank Estambul, campeón europeo.
- Rabita Baku, subcampeón europeo.
- Sollys Nestlé Osasco, campeón sudamericano.
- Mirador, representante NORCECA.
- Kenya Prisons, campeón africano.
- Chang, campeón asiático.

### Grupos
| Grupo C - Vakıfbank Estambul. - Mirador. - Kenya Prisons. | Grupo D - Chang. - Rabita Baku. - Sollys Nestlé Osasco. |

## Modo de disputa
El torneo consta de dos etapas. En la primera fase, los seis equipos se dividen en dos grupos de tres integrantes, donde juegan todos contra todos una vez. Al finalizar esta etapa, los dos mejores equipos de cada grupo avanzan a las semifinales, mientras que los restantes equipos dejan de disputar el campeonato.
En la segunda fase se enfrentan los primeros de cada grupo con los segundos del otro grupo, es decir, el primero del grupo C con el segundo del grupo D y el primero del grupo D con el segundo del grupo C. Los ganadores de estos enfrentamientos disputan la final mientras que los perdedores disputan el partido por el tercer puesto.

## Sede
| Doha                                       |
| ------------------------------------------ |
| Al-Gharafa Sports Club Hall                |
| 25°30′00″N 51°15′00″E / 25.50000, 51.25000 |
| Capacidad: 3000                            |

## Primera fase

### Grupo C
| Pos. | Equipo             | Pts | PG | PP | SG | SP | PG  | PP  |
| ---- | ------------------ | --- | -- | -- | -- | -- | --- | --- |
| 1.°  | VakıfBank Istanbul | 6   | 2  | 0  | 6  | 0  | 150 | 86  |
| 2.°  | Mirador            | 2   | 1  | 1  | 3  | 5  | 152 | 176 |
| 3.°  | Kenya Prisons      | 1   | 0  | 2  | 2  | 6  | 141 | 181 |

| Fecha         |               | Res   |               | Set 1 | Set 2 | Set 3 | Set 4 | Set 5 | Total   |
| ------------- | ------------- | ----- | ------------- | ----- | ----- | ----- | ----- | ----- | ------- |
| 8 de octubre  | VB Istanbul   | 3 - 0 | Mirador       | 25-13 | 25-19 | 25-14 | —     | —     | 75-46   |
| 10 de octubre | Kenya Prisons | 2 - 3 | Mirador       | 25-20 | 25-20 | 20-25 | 24-26 | 7-15  | 101-106 |
| 12 de octubre | VB Istanbul   | 3 - 0 | Kenya Prisons | 25-13 | 25-17 | 25-10 | —     | —     | 75-40   |

### Grupo D
| Pos. | Equipo      | Pts | PG | PP | SG | SP | PG  | PP  |
| ---- | ----------- | --- | -- | -- | -- | -- | --- | --- |
| 1.°  | Rabita Baku | 5   | 2  | 0  | 6  | 3  | 207 | 162 |
| 2.°  | Osasco      | 4   | 1  | 1  | 5  | 4  | 186 | 199 |
| 3.°  | Chang       | 0   | 0  | 2  | 2  | 6  | 164 | 196 |

| Fecha         |             | Res   |             | Set 1 | Set 2 | Set 3 | Set 4 | Set 5 | Total  |
| ------------- | ----------- | ----- | ----------- | ----- | ----- | ----- | ----- | ----- | ------ |
| 9 de octubre  | Osasco      | 3 - 1 | Chang       | 25-17 | 25-21 | 24-26 | 26-24 | —     | 100-88 |
| 11 de octubre | Rabita Baku | 3 - 1 | Chang       | 25-19 | 21-25 | 25-15 | 25-17 | —     | 96-76  |
| 12 de octubre | Osasco      | 2 - 3 | Rabita Baku | 12-25 | 25-23 | 18-25 | 25-23 | 6-15  | 86-111 |

## Segunda fase
|  | Semifinales        | Semifinales |   |        | Final              | Final |  |
|  |                    |             |   |        |                    |       |  |
|  |                    |             |   |        |                    |       |  |
|  |                    |             |   |        |                    |       |  |
|  | VakıfBank Istanbul | 3           |   |        |                    |       |  |
|  | Osasco             | 0           |   |        |                    |       |  |
|  |                    |             |   |        |                    |       |  |
|  |                    |             |   |        |                    |       |  |
|  |                    |             |   |        | VakıfBank Istanbul | 0     |  |
|  |                    | Rabita Baku | 3 |        |                    |       |  |
|  |                    |             |   |        |                    |       |  |
|  |                    |             |   |        |                    |       |  |
|  |                    |             |   |        | Tercer lugar       |       |  |
|  |                    |             |   |        |                    |       |  |
|  | Rabita Baku        | 3           |   | Osasco | 3                  |       |  |
|  | Mirador            | 0           |   |        | Mirador            | 0     |  |

### Semifinales
| Fecha         |             | Res   |         | Set 1 | Set 2 | Set 3 | Set 4 | Set 5 | Total |
| ------------- | ----------- | ----- | ------- | ----- | ----- | ----- | ----- | ----- | ----- |
| 13 de octubre | VB Istanbul | 3 - 0 | Osasco  | 25-19 | 25-21 | 25-19 | —     | —     | 75-59 |
| 13 de octubre | Rabita Baku | 3 - 0 | Mirador | 25-15 | 25-15 | 25-8  | —     | —     | 75-38 |

### Tercer puesto
| Fecha         |        | Res   |         | Set 1 | Set 2 | Set 3 | Set 4 | Set 5 | Total |
| ------------- | ------ | ----- | ------- | ----- | ----- | ----- | ----- | ----- | ----- |
| 14 de octubre | Osasco | 3 - 0 | Mirador | 25-9  | 25-13 | 25-8  | —     | —     | 75-30 |

### Final
| Fecha         |             | Res   |             | Set 1 | Set 2 | Set 3 | Set 4 | Set 5 | Total |
| ------------- | ----------- | ----- | ----------- | ----- | ----- | ----- | ----- | ----- | ----- |
| 14 de octubre | VB Istanbul | 0 - 3 | Rabita Baku | 15-25 | 18-25 | 9-25  | —     | —     | 42-75 |

## Posiciones finales
| Pos. | Equipo             |
| ---- | ------------------ |
|      | Rabita Baku        |
|      | VakıfBank Istanbul |
|      | Osasco             |
| 4.°  | Mirador            |
| 5.°  | Kenya Prisons      |
| 5.°  | Chang              |

| Campeón Mundial de Clubes |
| ------------------------- |
| Rabita Baku Primer título |

## Premios

### Jugadoras
- Jugadora más valiosa:

  Nataša Osmokrović (Rabita Baku).